# Jakub Fedorowicz Kuncewicz
Jakub Fedorowicz Kuncewicz herbu Łabędź – chorąży grodzieński w latach 1589–1641.
Był posłem grodzieńskim na sejm 1597 roku.